# Днепровка (Днепропетровская область)
Днепровка (укр. Дніпровка) — село,
Новопольский сельский совет,
Криворожский район,
Днепропетровская область,
Украина.
Код КОАТУУ — 1221884707. Население по переписи 2001 года составляло 61 человек.

## Географическое положение
Село Днепровка находится на берегу Красинского водохранилища,
на расстоянии в 0,5 км находится посёлок Лесопитомник.
Рядом проходит автомобильная дорога Н-11.